# Michael Jäcke

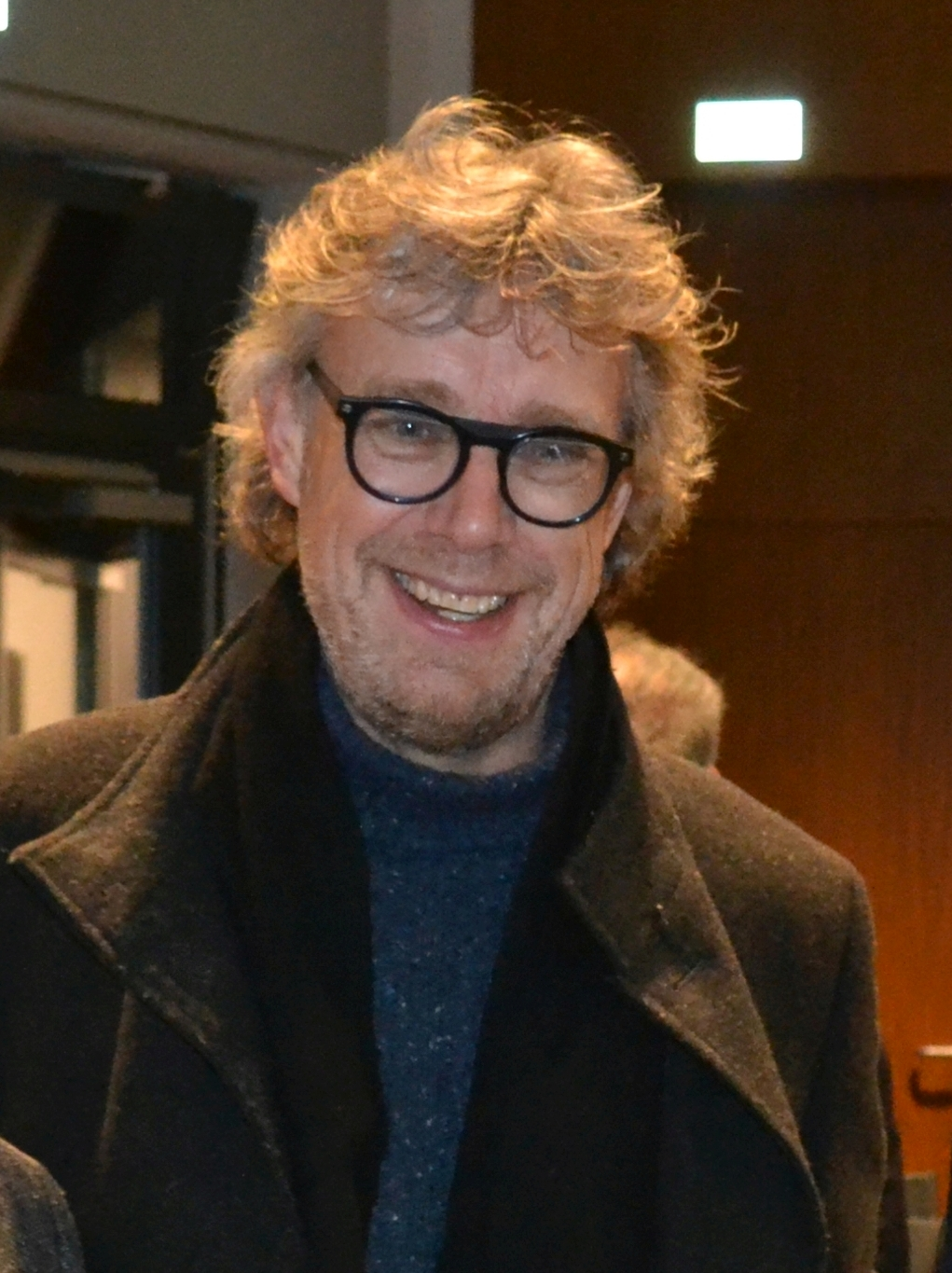
Bürgermeister Michael Jäcke bei der Landratswahl 2023

Michael Jäcke (* 29. September 1961 in Lerbeck, Stadt Porta Westfalica, Nordrhein-Westfalen) ist ein deutscher Kommunalpolitiker (SPD) und wurde am 13. September 2015 als Bürgermeister der ostwestfälischen Stadt Minden gewählt.

## Leben
Nach dem Abitur auf dem Herder-Gymnasium Minden im Jahr 1980 absolvierte er nach der Bundeswehrzeit ein Jahr als Praktikant am Bau. Ab 1982 studierte er an der Fachhochschule Bielefeld mit dem Abschluss als Diplom-Architekt (FH). Danach arbeitete er zunächst ein Jahr für ein Mindener Architekturbüro, anschließend wechselte er im Jahr 1989 zum Handelskonzern Edeka Minden-Hannover. Dort war er zuletzt für die Kommunikationsbeziehungen im Unternehmen zuständig.
Er war lange Zeit aktiver Handballspieler und läuft Marathon.
Jäcke ist verheiratet, hat zwei Töchter und lebt in Minden-Nordstadt.

## Politik
Jäcke trat im Jahr 1998 in die SPD in den Ortsverband Minden ein. 2004 wurde er das erste Mal als Stadtrat gewählt. Im Jahr 2009 wurde er Vorsitzender des Stadtverbandes der SPD in Minden. In der ab 2014 bis 2015 war er Ausschussvorsitzender im Ausschuss für Bildungsarbeit, Mitglied im Haupt- und Finanzausschuss sowie stellvertretendes Mitglied im Ausschuss für Bauen, Umwelt und Verkehr.
Im Jahr 2015 wurde er zum Bürgermeister der Stadt Minden gewählt. Die folgende Bürgermeisterwahl 2020 konnte Jäcke im September mit 54,3 Prozent erneut im ersten Wahlgang gewinnen. Am 22. Oktober 2020 wurde er zum zweiten Mal als Bürgermeister der Stadt Minden vereidigt.
Im April 2024 kündigt er an für eine neue Amtsperiode ab dem Jahr 2025 nicht zur Verfügung zu stehen. Die SPD in Minden nominiert Peter Kock als Nachfolger.

## Kritik
Kurz nach der Kommunalwahl 2020 wurde bekannt, dass die Gelder der Bundesrepublik Deutschland für die Multifunktionshalle in Minden zurückgezogen wurden, Jäcke habe davon gewusst, dies aber im Wahlkampf nicht thematisiert.

## Vereine und Verbände
Jäcke ist Mitglied bei Sportverein TuS Eintracht Minden und TuS Lerbeck. Er ist Mitglied der Gewerkschaft ver.di.